# Phlogacanthus racemosus
Phlogacanthus racemosus är en akantusväxtart som beskrevs av Cornelis Eliza Bertus Bremekamp. Phlogacanthus racemosus ingår i släktet Phlogacanthus och familjen akantusväxter. Inga underarter finns listade i Catalogue of Life.